# Theodor Estermann
Pour les articles homonymes, voir Estermann.
Theodor Estermann (5 février 1902 à Neubrandenbourg – 29 novembre 1991 à Londres) est un mathématicien britannique qui travaillait en théorie analytique des nombres.

## Biographie
Estermann est le fils d'un commerçant juif lituanien et d'une corsetière lettone. Il fréquenta l'École de Hambourg de (de) Talmud Torah, où il apprit l'hébreu et l'allemand, jusqu'à ce que sa famille, participant au mouvement sioniste de 1914, émigre en Palestine (turque à l'époque). Il fut alors collégien à Jérusalem. La famille retourna en 1918 à Hambourg. Estermann étudia les mathématiques et la physique à l'université de Göttingen (où il put écouter entre autres David Hilbert et Edmund Landau) et à l'université de Hambourg, où il soutint en 1925 une thèse dirigée par Hans Rademacher, en théorie de la mesure (Über Caratheodorys und Minkowskis Verallgemeinerungen des Längenbegriffs). Il partit ensuite en Palestine, où son père avait déménagé, puis en 1926 en Angleterre, pour étudier au University College de Londres, où il obtint en 1928 le titre de docteur en sciences. Après une brève période à Hambourg, il devint en 1929 assistant au University College, puis Lecturer en 1931, Reader en 1940 et professeur en 1965. Il prit sa retraite en 1969, mais resta jusqu'en 1987 Honorary Research Fellow. Puis, sa vue faiblissant, il se retira.
Il était naturalisé britannique depuis 1948 et avait épousé en 1936 Tamara Pringsheim, une petite-fille d'Alfred Pringsheim. Ils eurent six enfants.
Son frère est le physicien Immanuel Estermann (de) (1900-1973).

## Œuvre
Estermann travailla entre autres sur les sommes de Kloosterman, le problème de Waring, la théorie des cribles, la répartition des nombres premiers, les représentations d'entiers comme sommes de carrés et la conjecture de Goldbach.
Il démontra — sous l'hypothèse de Riemann généralisée — que tout entier pair assez grand est somme d'un nombre premier et d'un nombre au plus 6-presque premier. Ce résultat fut sensiblement renforcé en 1947 par Alfred Renyi et en 1966, Chen Jingrun remplaça même le 6 par un 2.
Il fut directeur de thèse de Heini Halberstam, Klaus Roth et Robert Charles Vaughan.

## Sélection de publications
- Introduction to Modern Prime Number Theory, Cambridge Tracts, 1952
- Complex Numbers and Functions, University of London, Athlone Press, 1962